# آذرسل
آذرسل (به انگلیسی: Azercell) یکی از اپراتورهای تلفن همراه در جمهوری آذربایجان است.

## تاریخچه
آذرسل در ۱۹ ژانویه ۱۹۹۶ توسط ترکسل و وزرات ارتباطات جمهوری آذربایجان تأسیس گردید. آذرسل فعالیت خود را از ۱۵ دسامبر ۱۹۹۶با ارائه سیم‌کارت دائمی آغاز کرد. و در سال ۱۹۹۸ ارائه سیم‌کارت اعتباری را آغاز نمود. آذرسل سیستم مدیریت کیفیت خود را در سال ۲۰۰۰ تأسیس و در ۷ دسامبر ۲۰۰۰ توانست گواهینامه استاندارد بین‌المللی ISO 9001 را دریافت نماید. در سال ۲۰۰۳ با توجه به استاندارد سال ۲۰۰۰ و کیفیت سیستم در تاریخ ۱۵ ژانویه ۲۰۰۴ گواهینامه تطابق با استاندارد ISO 9001:2000 دریافت کرد.

## آمار

### تعداد مشترکان
| سال  | دائمی | پیش پرداخت | جمع     |
| ---- | ----- | ---------- | ------- |
| ۱۹۹۷ | ۲۰۳۷۱ | ۰          | ۲۰۳۷۱   |
| ۱۹۹۸ | ۵۴۰۱۳ | ۱۸۱۸       | ۵۵۸۳۱   |
| ۱۹۹۹ | ۵۱۰۷۹ | ۱۲۸۵۶۱     | ۱۷۹۶۴۰  |
| ۲۰۰۰ | ۳۹۳۶۳ | ۳۴۱۴۹۴     | ۳۸۰۸۵۷  |
| ۲۰۰۱ | ۴۰۹۵۴ | ۳۹۲۴۷۸     | ۵۱۹۳۴۶  |
| ۲۰۰۲ | ۴۵۵۴۸ | ۶۲۳۰۵۰     | ۶۶۸۵۹۸  |
| ۲۰۰۳ | ۵۳۸۷۳ | ۸۵۸۷۶۴     | ۹۱۲۱۳۷  |
| ۲۰۰۴ | ۶۹۹۱۷ | ۱۲۳۸۷۲۳    | ۱۳۰۸۶۴۰ |
| ۲۰۰۵ | ۸۴۰۳۵ | ۱۶۲۲۱۲۳    | ۱۷۰۶۱۵۸ |
| ۲۰۰۶ | ۹۱۳۶۲ | ۲۲۴۲۰۲۵    | ۲۳۳۳۳۸۷ |
| ۲۰۰۷ | ۹۴۳۳۴ | ۲۳۷۷۴۲۶    | ۲۴۷۱۷۶۰ |

### سهم بازار
در حال حاضر سهم آذرسل در بازار ارتباطات جمهوری آذربایجان ۵۵٪ می‌باشد.

### مالیات
با توجه به وزارت مالیات جمهوری آذربایجان مخابرات آذرسل پس از نفت دومین مالیات دهنده سنگین کشور می‌باشد. در طول فعالیت شرکت ۷۸۰ میلیون دلار آمریکا مالیات به دولت پرداخت شده‌است.

### نفوذ
همچنین، شاخص نفوذ (۴۳٪) آذرسل در میان اپراتورهای تلفن همراه کشورهای مستقل مشترک‌المنافع یکی از پیشتازها می‌باشد.